# Генерал-губернатор Сент-Китса и Невиса
Генера́л-губерна́тор Сент-Ки́тса и Не́виса (англ. Governor-General of Saint Kitts and Nevis) — представитель монарха Сент-Китса и Невиса (в настоящее время король Карл III). Поскольку монарх не может находиться во всех Королевствах Содружества, он назначает представителей для осуществления своих обязанностей в качестве короля Сент-Китса и Невиса. Генерал-губернаторы несут ответственность за назначение премьер-министра, а также других министров правительства после консультаций с премьер-министром.
Другое название крупнейшего в стране острова Сент-Китс, — Сент-Кристофер (англ. Saint Christopher), — равноценно при использовании в наименовании страны либо её должностных лиц.

## Список генерал-губернаторов Сент-Китса и Невиса
|      | Портрет         | Имя                                                                                | Вступил в должность | Покинул должность |
| ---- | --------------- | ---------------------------------------------------------------------------------- | ------------------- | ----------------- |
| 1    |                 | Сэр Клемент Эфелстоун Эрриндел (1931—2011) англ. Clement Athelston Arrindell       | 19 сентября 1983    | 31 декабря 1995   |
| 2    |                 | Сэр Катберт Монтрейвилл Себастьян (1921—2017) англ. Cuthbert Montraville Sebastian | 1 января 1996       | 1 января 2013     |
| 3    |                 | Сэр Эдмунд Уикхэм Лоуренс (1932—) англ. Edmund Wickham Lawrence                    | 1 января 2013       | 19 мая 2015       |
| и.о. |                 | Сэр Сэмюэл Уэймоут Тэпли Ситон (1950—2023) англ. Samuel Weymouth Tapley Seaton     | 19 мая 2015         | 1 сентября 2015   |
| 4    | 1 сентября 2015 | Сэр Сэмюэл Уэймоут Тэпли Ситон (1950—2023) англ. Samuel Weymouth Tapley Seaton     | 1 февраля 2023      |                   |
| 5    |                 | Дама Марселла Алтея Либурд (1953—) англ. Marcella Althea Liburd                    | 1 февраля 2023      | действующий       |